# Liste der Bodendenkmale in Bramsche
In der Liste der Bodendenkmale in Bramsche sind die Bodendenkmale der niedersächsischen Gemeinde Bramsche aufgeführt. Die Quelle ist der Denkmalatlas Niedersachsen.
- Bitte beachten Sie, dass diese Liste keinen Anspruch auf Vollständigkeit erhebt.
- Die Angaben ersetzen nicht die rechtsverbindliche Auskunft der zuständigen Denkmalschutzbehörde.
- Es sind nur Daten aus dem Denkmalatlas verarbeitet.
- Der Stand der Liste ist der 19. Mai 2025.

Bramsche im Landkreis Osnabrück

## Allgemein
In den Spalten finden sich folgende Informationen des Bodendenkmales:
| Lage         | geographische Koordinaten                                                           |
| Bezeichnung  | Bezeichnung lt. Denkmalatlas                                                        |
| Beschreibung | Beschreibung lt. Denkmalatlas                                                       |
| ID           | Objekt-ID                                                                           |
| Bild         | Bild, ggf. zusätzlich mit Link zu weiteren Fotos im Medienarchiv Wikimedia Commons. |

## Achmer
| Lage                        | Bezeichnung          | Beschreibung | ID       | Bild |
| --------------------------- | -------------------- | --- | -------- | ---- |
| 52° 22′ 24″ N, 7° 56′ 14″ O | Achmer 11, Grabhügel | Durchmesser ca. 6 m und Höhe ca. 0,6 m. Rund. Rand sehr gut abgesetzt. Ausgeprägte Kuppenmulde; Tiergänge. | 28936281 | BW   |
| 52° 22′ 14″ N, 7° 56′ 12″ O | Achmer 15, Grabhügel | Durchmesser ca. 5 m und Höhe ca. 0,3 m. Rund. Rand schwach abgesetzt. | 28936280 | BW   |
| 52° 23′ 31″ N, 7° 56′ 45″ O | Achmer 43, Sandfang  | Spätmittelalterlich oder neuzeitlich. Wall in SW-NO-Orientierung mit leicht geschwungenem Verlauf. L. 370 m. Ein Teilstück ist abgetragen. Das erhaltene Stück weist eine Sohlbreite von 20 – 30 m und eine H. von 6 – 10 m auf. Unregelmäßiges Profil, nach O steil geböscht, nach W ungleichmäßig flach (wohl durch Sandanwehungen) mit mehreren Ausbuchtungen. N-Ende an altem Haseufer flach auslaufend. Durch mehrere Übergangswege geschnitten, sonst gut erhalten.                                                                                | 28936278 | BW   |
| 52° 22′ 12″ N, 7° 56′ 16″ O | Achmer 51, Sandfang  | Beidseitig relativ steil geböschter Wall. L. insgesamt ca. 0,6 km. Unterschiedlich erhalten. Südliches Teilstück gut erhalten. Br. ca. 20 m; H. nach O ca. 5 m, nach W ca. 3 m. Unregelmäßige Oberfläche, Einkuhlungen. Das nördlich angrenzende Teilstück ist größtenteils zerstört. Das nördlichste Teilstück ist größtenteils verschliffen erhalten. Br. ca. 10 m, H. nach O bis 2 m, nach W bis 1 m. Viele Unterbrechungen. Vermutlich im Spätmittelalter oder in der frühen Neuzeit entstanden und gehört zu einer Reihe von gleichartigen Anlagen. | 28936493 | BW   |
| 52° 23′ 29″ N, 7° 56′ 8″ O  | Achmer 52, Sandfang  | Winkelförmiger Verlauf entlang der heutigen Straßen „Lindenweg“ und „Am Wall“ erhalten. Bestehend aus einem beidseitig relativ steil geböschten Wall. L. ca. 200 m. Unterschiedlich erhalten. Die erhaltenen Teilstücke sind ca. 25 m breit und bis 5 m hoch. Annähernd abgerundete Krone. Das mittlere Teilstück ist abgetragen. Vermutlich im Spätmittelalter oder in der frühen Neuzeit entstanden. | 28936497 | BW   |

## Balkum
| Lage                        | Bezeichnung          | Beschreibung | ID       | Bild |
| --------------------------- | -------------------- | --- | -------- | ---- |
| 52° 27′ 54″ N, 7° 52′ 33″ O | Balkum 25, Grabhügel | Durchmesser ca. 17 m und Höhe ca. 1,3 m. Rund. Tierbauten.                                                                                  | 28936283 | BW   |
| 52° 28′ 13″ N, 7° 54′ 51″ O | Balkum 28, Grabhügel | Durchmesser ca. 12 m und Höhe ca. 1 m. Ehemals rund. Randbereiche abgepflügt, im SW leicht angeschnitten. Im O-Bereich Stubbenablagerungen. | 28936282 | BW   |

## Bramsche
| Lage                        | Bezeichnung           | Beschreibung | ID       | Bild |
| --------------------------- | --------------------- | --- | -------- | ---- |
| 52° 24′ 39″ N, 7° 59′ 51″ O | Bramsche 13, Sandfang | Wall mit sehr unregelmäßigem Verlauf in SW-NO-Orientierung. Gesamtlänge ca. 780 m: Wallsohlbr. bis 40 m; H. bis 8 m. Teilweise gut erhalten. Der mittlere Abschnitt ist fast völlig abgetragen. Spätmittelalterlich oder neuzeitlich. | 28936284 | BW   |
| 52° 24′ 53″ N, 8° 0′ 49″ O  | Bramsche 15, Landwehr | Wall mit abgerundeter Krone. Durch Sandentnahme auf voller Länge gestört. Wallsohl-Br. ca. 10 m; H. bis 2 m. Der ehemals wohl vorhandene Graben ist völlig verfüllt. Der nördliche Abschnitt sehr gut erhalten; das südliche Teilstück völlig eingeebnet. Mit großer Wahrscheinlichkeit Rest einer spätmittelalterlichen oder frühneuzeitlichen Landwehr, die vermutlich den ca. 800 m südl. vorbeiführenden Lutterdamm sperren sollte. | 28949562 | BW   |

## Engter
| Lage                     | Bezeichnung                           | Beschreibung | ID       | Bild           |
| ------------------------ | ------------------------------------- | --- | -------- | -------------- |
| 52° 24′ 5″ N, 8° 5′ 4″ O | Engter 3, Großsteingrab (Horststeine) | 1926 lagen acht größere Steine und mehrere Trümmer an der Stelle des Grabes. Zu erkennen waren ein großer Deckstein und vier Wandsteine. Von einem Hügel fand sich keine Spur. Das Grab ist wahrscheinlich gesprengt worden. Nicht feststellbar, welche Steine noch in situ liegen. L. 8 m (O-W-Richtung), Br. 5 m (N-S-Richtung). Sechs größere und mehrere kleinere Steine (vielleicht eine Deckplatte). Nach Müller/Reimers (1893) soll um 1890 eine laienhafte, ergebnislose Grabung durchgeführt worden sein. Bei der NDK-Inventarisation 08/1987 fand sich in Bodenauswurf eine tiefstichverzierte Keramikscherbe. Nach der Transkription des Inventares des SMPK Berlin durch B. Uenze 1994 stammt eine Doppelaxt (Form A2 nach Brandt) mit Außenseitenverzierung von den Horststeinen. Die Zuweisung zu den auch „Hosteine“ genannten Grabresten ist eindeutig. (Sprockhoff Nr. 899) | 28949560 | Weitere Bilder |

## Epe
| Lage                       | Bezeichnung              | Beschreibung | ID       | Bild           |
| -------------------------- | ------------------------ | --- | -------- | -------------- |
| 52° 26′ 52″ N, 8° 1′ 38″ O | Epe 3, Kloster Malgarten | Historisch ist eine Burg an der Stelle des späteren Klosters Malgarten nur in den Annales Monasterii S. Clementis in Iburg aus dem Jahr 1681 überliefert, wobei sich der Verfasser, Abt Maurus, nach eigenen Angaben auf ein Chronicon Malgardense bezieht. Demnach erfolgte die Gründung des Klosters Malgarten 1170 durch Graf Simon von Tecklenburg, der zu diesem Zweck seine an der Hase gelegene Burg abgerissen und durch neue Klostergebäude ersetzt hat. Er hat dann dorthin die Nonnen aus dem in Bad Essen gelegenen Marienkloster umgesiedelt. Problematisch an der Chronologie dieser Überlieferung ist, dass nach anderen Quellen das Kloster in Bad Essen erst 1175 eingerichtet worden ist. Wahrscheinlicher ist, dass der Konvent erst 1194 nach einem Brand der Bad Essener Klostergebäude nach Malgarten umgesiedelt wurde. Erstmals erwähnt wird das Kloster Malgarten um 1200. Möglicherweise war die Burg der Witwensitz von Graf Simons Mutter Eilika. | 28936250 | Weitere Bilder |
| 52° 24′ 48″ N, 8° 0′ 2″ O  | Epe 9, Sandfang          | Wall mit sehr unregelmäßigem Verlauf in SW-NO-Orientierung. Gesamtlänge ca. 780 m: Wallsohlbr. bis 40 m; H. bis 8 m. Spätmittelalterlich oder neuzeitlich. Mit identischem Verlauf bereits in der Gaußschen Landesaufnahme der 1815 durch Hannover erworbenen Gebiete, VII. Fürstentum Osnabrück 1834-1850, Bl. Nr. 53 Bramsche erfasst (aufgenommen 1835–41, revidiert 1850–51). Lt. Reg.Bez. Inv. (1895) und Hardebeck (1902) sollen vom Vater des Wirtes Rasch, dem damaligen Grundbesitzer eines Teilabschnittes, 3 römische Münzen in dessen Garten am Wall gefunden worden sein. | 28935920 | BW             |

## Evinghausen
| Lage                       | Bezeichnung               | Beschreibung | ID       | Bild |
| -------------------------- | ------------------------- | --- | -------- | ---- |
| 52° 23′ 34″ N, 8° 7′ 3″ O  | Evinghausen 6, Grabhügel  | Durchmesser ca. 16 m und Höhe ca. 0,8 m. Rund. Rand schwach abgesetzt. Kleine Kuppenmulde; mehrere Eingrabungen Tiergänge.                                           | 28936382 | BW   |
| 52° 23′ 29″ N, 8° 7′ 8″ O  | Evinghausen 7, Grabhügel  | Durchmesser ca. 10 m und Höhe ca. 0,5 m. Rund. Im S um ca. 1/5 von einem Waldweg angeschnitten.                                                                      | 28936381 | BW   |
| 52° 23′ 27″ N, 8° 7′ 8″ O  | Evinghausen 8, Grabhügel  | Durchmesser ca. 9 m und Höhe ca. 0,3 m. Rund. Rand nicht abgesetzt.                                                                                                  | 28936380 | BW   |
| 52° 23′ 28″ N, 8° 7′ 10″ O | Evinghausen 9, Grabhügel  | Durchmesser ca. 18 m und Höhe ca. 1 m. Rund. Dm. 18 m; H. 1 m. Rand schwach abgesetzt. Flache Kuppenmulde. An der NO-Flanke Störung zu etwa 1/4 (ehem. Runkelkuhle). | 28936379 | BW   |
| 52° 23′ 27″ N, 8° 7′ 10″ O | Evinghausen 10, Grabhügel | Durchmesser ca. 11 m und Höhe ca. 0,7 m. Rund. Rand gut abgesetzt. Kleine Kuppenmulde, am N-Rand durch Feldweg geringfügig angeschnitten.                            | 28936378 | BW   |

## Kalkriese
| Lage                       | Bezeichnung                | Beschreibung | ID       | Bild           |
| -------------------------- | -------------------------- | --- | -------- | -------------- |
| 52° 24′ 59″ N, 8° 7′ 30″ O | Kalkriese 1, Eiskeller     | Auf einer dreieckigen, von einer Graft umgebenen Grundfläche von ca. 60 m Seitenlänge ein komplett erhaltener Gewölbekeller mit quadratischem Grundriss von ca. 4 m Kantenlänge und ca. 5 m H. Seitenwände aus Bruchsteinen gemauert, Tonnengewölbe aus kleinformatigen Ziegelsteinen. Gewölbekeller ist von einem ca. 5 m hohen Erdhügel überwölbt, auf dessen Kuppe sich der Eingang befindet. Der Zugang war durch zwei, heute herausgerissene, Türen gesichert. Der Hügel ist von einer einfachen gut erhaltenen Graft umgeben, die noch sumpfig, aber nicht wasserführend ist. Graft-Br. bis 5 m; T. bis 1,2 m, im O-Bereich auf ca. 2 m Br. für einen Zugang mit Steinen verfüllt. Hervorragend erhaltener neuzeitlicher Eiskeller, der zum Schloss Alt-Barenaue gehörte. | 28935456 | BW             |
| 52° 24′ 21″ N, 8° 7′ 36″ O | Kalkriese 15, Quellfassung | Quelltopf, der von einem ringförmigen Wall aus weißem Kalktuff eingefasst wird. Gesamt-Br. 20 m; lichte Br. 11 m; Wallsohlbr. ca. 6 m; H. bis 1 m. Wallkrone gerundet. Beim Bau der Reichsstraße im N-Teil beschädigt, vom Besitzer wieder hergerichtet (vor 1944). Lt. Pollenanalyse im Innern des Quelltopfes Flachmoorbildung seit 0 bis 500 n. Chr. | 28936387 | BW             |
| 52° 25′ 19″ N, 8° 7′ 31″ O | Kalkriese 22, Alt-Barenaue | Die Burg Alt-Barenaue gehört zu den Wasserburgen mit rundem Grundriss, die bis zur Mitte des 14. Jhs. die übliche Bauweise im Osnabrücker Land darstellten. Heute sind von dem Baubestand des 17. Jhs. noch das Torgebäude mit Fachwerkaufsatz, der angrenzende Marstall, die Wagenremise, das Bauhaus und Teile des Herrenhauses erhalten. Die Gräfte zwischen Haupt- und Vorburg wurde verfüllt. Aus einem Bündnisvertrag zwischen Bischof Ludwig von Osnabrück und dem Grafen Rudolf von Diepholz 1305 lässt sich schließen, dass zu dieser Zeit die Burg Barenaue der Herren von Bar schon stand. Erste direkte urkundliche Erwähnung 1341. | 28936386 | Weitere Bilder |
| 52° 24′ 52″ N, 8° 4′ 43″ O | Kalkriese 39, Römerwall    | Einfacher Wall mit begleitendem Graben. In zwei Teilstücken erhalten, die nicht miteinander verbunden sind. Ca. 200 m nördl. des Mittellandkanals, ca. 200 m südwestl. des Gr. Endebrock'schen Hofes. In O-W-Orientierung verläuft ein etwa 270 m langer Wall; südwestl. hiervon ein Wall in SO-NW-Orientierung mit nordöstl. vorgelagertem Graben. L. 60 m; Wallbr. bis 7 m; H. bis 1,4 m. Krone abgerundet. Sehr gut erhalten. Teilstück der Schwagstorfer Landwehr? - Teilstück ID: 37016343 | 28936385 | BW             |
| 52° 24′ 26″ N, 8° 7′ 42″ O | Kalkriese 50, Münzfund     | Die römischen Münzen wurden vom 2. Jh. v.Chr. bis 1. n.Chr. geprägt, der größte Teil im letzten Jahrzehnt v.Chr. Geb. Zahlreiche Lugdunum-Asse tragen Gegenstempel (AVC, IMPL und VAR). Die römischen Funde - am genauesten die Münzen - sind in die Zeit vor 9 n.Chr. zu datieren. Daher ist die Fundstelle mit großer Wahrscheinlichkeit mit der „Varusschlacht“ in Verbindung zu bringen. - Teilstück ID: 47062005 | 28989427 | Weitere Bilder |
| 52° 24′ 26″ N, 8° 7′ 28″ O | Kalkriese 90, Sonstiges    | Teilbereich des Schlachtfeldes der Varusschlacht. Die römischen Münzen (2 Denare, 14 Asse, 1 fragliches As, 1 Sesterz sowie 2 unbestimmbare Bronzemünzen) wurden in der Zeit von 70 v. Chr. bis 3 v. Chr. geprägt, davon der größte Teil im letzten Jahrzehnt v. Chr. Weitere Funde sind der Alt- und Jungsteinzeit, der vorrömischen Eisenzeit und der römischen Kaiserzeit zuzuweisen. | 28989428 | BW             |
| 52° 25′ 3″ N, 8° 4′ 24″ O  | Kalkriese 103, Landwehr    | Teilstück ID: 37016324 | 28936384 | BW             |

## Pente
| Lage                        | Bezeichnung            | Beschreibung | ID       | Bild |
| --------------------------- | ---------------------- | --- | -------- | ---- |
| 52° 22′ 10″ N, 7° 57′ 47″ O | Pente 1, Grabhügel     | Durchmesser ca. 12 m und Höhe ca. 1,2 m. Rund. Rand abgesetzt. Flache Kuppenmulde. | 28934094 | BW   |
| 52° 22′ 9″ N, 7° 57′ 47″ O  | Pente 2, Grabhügel     | Größe ca. 11 × 9 m. Oval. (O-W); Rand abgesetzt. Tiergänge, kleine Mulde in der Kuppe. | 28934096 | BW   |
| 52° 22′ 9″ N, 7° 57′ 47″ O  | Pente 3, Grabhügel     | Durchmesser ca. 7 m und Höhe ca. 0,5 m. Fast rund. Rand nach N abgesetzt, nach O und W auslaufend. S-Bereich durch Waldweg angeschnitten. Über Kuppe O-W-verlaufender Reitparcour. | 28936222 | BW   |
| 52° 22′ 8″ N, 7° 57′ 47″ O  | Pente 4, Grabhügel     | Größe ca. 9,5 × 7 m und Höhe ca. 1 m. Oval. (O-W). Rand abgesetzt, im O Eingrabung. | 28936224 | BW   |
| 52° 22′ 8″ N, 7° 57′ 47″ O  | Pente 5, Grabhügel     | Durchmesser ca. 6 m und Höhe ca. 0,6 m. Fast rund. Rand abgesetzt. Im O-Teil durch Windbruch etwas beschädigt. | 28936226 | BW   |
| 52° 22′ 9″ N, 7° 57′ 42″ O  | Pente 6, Grabhügel     | Durchmesser ca. 10 m und Höhe ca. 1,2 m. Fast rund. Rand abgesetzt. In O-W-Orientierung ein Weg. | 28936228 | BW   |
| 52° 22′ 9″ N, 7° 57′ 41″ O  | Pente 7, Grabhügel     | Durchmesser ca. 15 m und Höhe ca. 2 m. Fast rund. Rand abgesetzt. Im W-Bereich Absatz. In O-W-Orientierung ein Weg. | 28936244 | BW   |
| 52° 22′ 9″ N, 7° 57′ 40″ O  | Pente 8, Grabhügel     | Durchmesser ca. 10 m und Höhe ca. 1,2 m. Annähernd rund. Rand gut abgesetzt. | 28936230 | BW   |
| 52° 22′ 12″ N, 7° 57′ 47″ O | Pente 9, Grabhügel     | Durchmesser ca. 10 m und Höhe ca. 1,1 m. Fast rund. Rand abgesetzt. Ausgeprägte Mulde in der Kuppe. | 28934082 | BW   |
| 52° 22′ 12″ N, 7° 57′ 48″ O | Pente 10, Grabhügel    | Durchmesser ca. 15 m und Höhe ca. 1,7 m. Fast rund. Rand abgesetzt. Eingrabungen in der Kuppe. | 28934084 | BW   |
| 52° 22′ 15″ N, 7° 57′ 47″ O | Pente 11, Grabhügel    | Durchmesser ca. 12,5 m und Höhe ca. 2 m. Rund. Rand abgesetzt, hoch gewölbt. Mehrere kleine Eingrabungen. | 28934086 | BW   |
| 52° 22′ 14″ N, 7° 57′ 54″ O | Pente 12, Grabhügel    | Größe ca. 17 × 10 m und Höhe ca. 1,5 m. Langoval. (N-S). Rand schwach abgesetzt. | 28934092 | BW   |
| 52° 22′ 19″ N, 7° 57′ 48″ O | Pente 13, Grabhügel    | Durchmesser ca. 6,5 m und Höhe ca. 0,7 m. Ungleichmäßig, Rand schwach abgesetzt. Mehrere kleine Eingrabungen. | 28934088 | BW   |
| 52° 22′ 19″ N, 7° 57′ 48″ O | Pente 14, Grabhügel    | Durchmesser ca. 6,5 m und Höhe ca. 0,6 m. Fast rund. Rand schwach abgesetzt. | 28934090 | BW   |
| 52° 22′ 20″ N, 7° 57′ 35″ O | Pente 15, Grabhügel    | Durchmesser ca. 7 m und Höhe ca. 0,9 m. Fast rund. Rand abgesetzt. | 28936401 | BW   |
| 52° 22′ 25″ N, 7° 57′ 44″ O | Pente 16, Grabhügel    | Durchmesser ca. 4 m und Höhe ca. 0,5 m. Rund. Rand abgesetzt. | 28936400 | BW   |
| 52° 22′ 30″ N, 7° 57′ 51″ O | Pente 17, Grabhügel    | Größe ca. 11,5 × 7,5 m und Höhe ca. 1,2 m. Rundoval.(O-W). Im W Fortsatz. Rand gut abgesetzt. | 28936248 | BW   |
| 52° 22′ 30″ N, 7° 57′ 52″ O | Pente 19, Grabhügel    | Durchmesser ca. 9,5 m und Höhe ca. 1,1 m. Rund. Rand abgesetzt. In der Kuppe eine flache Mulde. | 28936399 | BW   |
| 52° 22′ 30″ N, 7° 57′ 53″ O | Pente 20, Grabhügel    | Durchmesser ca. 8,5 m und Höhe ca. 1,5 m. Rund. Rand abgesetzt. Reithürde, dadurch sind die N- und S-Hälfte gestört. | 28936398 | BW   |
| 52° 22′ 30″ N, 7° 57′ 52″ O | Pente 21, Grabhügel    | Durchmesser ca. 8,5 m und Höhe ca. 1 m. Rund. Rand abgesetzt. Durch einen Fußweg etwas ausgehöhlt. | 28936397 | BW   |
| 52° 22′ 33″ N, 7° 58′ 1″ O  | Pente 22, Grabhügel    | Größe ca. 9,5 × 7 m und Höhe ca. 0,6 m. Oval. (NO-SW). | 28936396 | BW   |
| 52° 22′ 29″ N, 7° 58′ 10″ O | Pente 24, Grabhügel    | Durchmesser ca. 7 m und Höhe ca. 0,6 m. Rund. Rand abgesetzt. | 28936394 | BW   |
| 52° 22′ 29″ N, 7° 58′ 20″ O | Pente 25, Grabhügel    | Durchmesser ca. 8 m und Höhe ca. 0,5 m. Rund. Rand abgesetzt. | 28936393 | BW   |
| 52° 22′ 29″ N, 7° 58′ 22″ O | Pente 26, Grabhügel    | Durchmesser ca. 5,5 m und Höhe ca. 0,5 m. Rund. Rand abgesetzt. | 28936392 | BW   |
| 52° 21′ 59″ N, 7° 59′ 37″ O | Pente 34, Grabhügel    | Durchmesser ca. 17 m und Höhe ca. 1,6 m. Rund. Rand abgesetzt. Vom nördl. Teil rund 1/7 zerstört bei Anlage einer Asphaltstraße. Am N-Fuß ein Grenzstein (neu). Kuppenmulde und mehrere kleine Eingrabungen. Tiergänge. | 28936391 | BW   |
| 52° 21′ 59″ N, 7° 59′ 36″ O | Pente 35, Grabhügel    | Größe ca. 18,5 × 11,5 m und Höhe ca. 1 m. Langoval. (O-W). Rand abgesetzt. In der Kuppe eine flache Mulde, im S-Bereich eine Eingrabung. | 28936390 | BW   |
| 52° 23′ 5″ N, 7° 57′ 2″ O   | Pente 41, Burg Schagen | Laut Hardebeck (1902, 29) war die Burg von drei Gräben umgeben, die bei der Umnutzung für eine Wiese im 19. Jh. zugeworfen worden sind. Das heute noch als Ruine erhaltene Hauptgebäude der Burg war 10,4 m lang und 8,5 m breit. Es besaß einen Anbau von 8,5 m L. und 4 m Br., der nicht im Verband mit dem Hauptgebäude gemauert war. Nach Müller/Reimers (1893, 350), die sich auf einen amtlichen Bericht aus dem Jahre 1873 beziehen, soll die Burg nur aus einem Turm mit einem doppelten Graben bestanden haben. | 28936277 |      |
| 52° 22′ 16″ N, 7° 57′ 48″ O | Pente 51, Grabhügel    | Größe ca. 8 × 6 m. Oval. (O-W). Rand schwach abgesetzt. S-Rand angeschnitten. | 28936389 | BW   |
| 52° 22′ 33″ N, 7° 57′ 53″ O | Pente 57, Sandfang     | Zwei Wälle von sehr unregelmäßiger Form, die spitzwinklig aufeinander zulaufen und im NO einen wegeähnlichen Durchlass von ca. 10 m Br. bilden. Der nördl. Wall (in WNW-OSO-Orientierung) ist allgemein höher und zu beiden Seiten steil geböscht, der östl. Wall (in SW-NO-Orientierung) ist flacher und hat relativ flache, unregelmäßige Böschungen. N-Wall: Sohlbr bis 20 m; H. bis 9 m. Nach W flacher werdend und am Weg auslaufend. O-Wall: Sohlbr. ca. 15 m; H. bis ca. 2,5 m. Im südwestl. Endbereich Anschluss an einen nach W verlaufenden Parzellenwall. Anhand der Form und der Ausmaße sicher als Sandfang zu deuten. Der O-Wall bot den von W kommenden Winden die „Breitseite“ und ist deshalb in seinem Profil stark abgeflacht, während der N-Wall seine ursprüngliche Form und Höhe weitgehend bewahrt hat. Neuzeitlich. - Teilstück ID: 37016424 | 28936276 | BW   |
| 52° 21′ 58″ N, 7° 59′ 34″ O | Pente 62, Grabhügel    | Größe ca. 18 × 16 m und Höhe ca. 1,3 m. Oval. (N-S). Rand abgesetzt, flache Kuppenmulde. Am O-Rand durch Waldpfad etwas angeschnitten. Tiergänge. | 28936388 | BW   |

## Sögeln
| Lage                       | Bezeichnung               | Beschreibung | ID       | Bild           |
| -------------------------- | ------------------------- | --- | -------- | -------------- |
| 52° 26′ 56″ N, 8° 0′ 33″ O | Sögeln 7, Gut Haus Sögeln | Das Gut Haus Sögeln stellt sich heute als Burg mit Vorburg, umgeben von einer gut erhaltenen doppelten Gräftenanlage dar. Die Bebauung besteht aus dem um 1600 errichteten Torhaus, dem auf Eichenpfählen gegründeten, zwischen 1793 und 1802 erbauten Herrenhaus, einer 1871 errichteten Kapelle sowie verschiedenen Nebengebäuden. Die genaue Gründungszeit ist unbekannt, liegt vermutlich aber im Spätmittelalter. Nach bauhistorischen Untersuchungen in den 1990er Jahren haben sich im Torhaus möglicherweise Reste eines spätmittelalterlichen Wohnturms erhalten. Das am Turm angebrachte steinerne Allianzwappen der Familien v. Langen/v. Aswede mit der Jahreszahl 1600 wäre demnach hier in nachträglicher Verwendung angebracht worden. Erste urkundliche Erwähnung eines Rittersitzes im Jahre 1350, Bezeichnung als Burg erstmals 1426. Nach einem Plan von 1774 erhob sich die viereckige Hauptburg mitten aus dem Burgteich. Nach mehrfachem Besitzerwechsel seit 1877 im Besitz der Familie von Rappard. | 28936403 | Weitere Bilder |

## Ueffeln
| Lage                        | Bezeichnung               | Beschreibung | ID       | Bild           |
| --------------------------- | ------------------------- | --- | -------- | -------------- |
| 52° 27′ 0″ N, 7° 51′ 43″ O  | Ueffeln 1, Großsteingrab  | Schöne, tadellos erhaltene Steinkammer in Ost-West-Richtung. Das Grab besitzt sechs Träger auf der Nordwand, die beiden Abschlusssteine der Schmalseiten und sechs Träger der Südwand, alle in situ, es fehlt auch keiner. Sämtliche Decksteine sind vorhanden, vier liegen in situ, die beiden östlichen sind leicht verschoben. Eine Lücke in der Mitte der südlichen Langwand bezeichnet den Eingang. Das Grab steht in einem flachen Hügel. Ein Stein trägt Bohrspuren. Lichte Weite der Kammer 9,5 m × 1,8 m. (Sprockhoff Nr. 897) | 28936275 | Weitere Bilder |
| 52° 27′ 11″ N, 7° 51′ 45″ O | Ueffeln 3, Grabhügel      | Durchmesser ca. 14 m und Höhe ca. 1,1 m. Rund. Rand schwach abgesetzt. Mit Pflugspuren durchzogen. Große und flache Kuppenmulde, Tiergänge. | 28936502 | BW             |
| 52° 27′ 1″ N, 7° 51′ 49″ O  | Ueffeln 4, Grabhügel      | Durchmesser ca. 14 m und Höhe ca. 1,2 m. Rund. Rand abgesetzt. Ausgeprägte Kuppenmulde, im W-Bereich Reithindernis. Dadurch leichte Störungen im NW-Bereich. | 28936501 | BW             |
| 52° 27′ 2″ N, 7° 51′ 44″ O  | Ueffeln 5, Grabhügel      | Durchmesser ca. 15 m und Höhe ca. 1,3 m. Rund. Rand abgesetzt. Kuppenmulde. | 28936408 | BW             |
| 52° 26′ 30″ N, 7° 54′ 58″ O | Ueffeln 7, Wittekindsburg | Die Befestigung besteht aus einem Wall mit außen vorgelagertem Graben, der sich im N an den Steilhang anlehnt, aber nicht direkt anschließt. Von dort halbmondförmiger Verlauf nach O und S. Im S direkt an den Steilhang anschließend. Im SW scheint der Steilhang noch künstlich geböscht zu sein. Die Burginnenfläche ist nach S und SW geneigt. Die Anlage umfasst bei einer L. von ca. 250 m und einer Br. von ca. 130 m eine Fläche von über 2 ha Größe. Wallbr. bis ca. 6 m; H. bis 1,6 m; vorgelagerte Berme im NO-Bereich gut erkennbar, Br. ca. 1 m; Grabenbr. ca. 5 – 6 m; T. bis 1,2 m. Vermutlich früh- bis hochmittelalterlich, eine genauere Datierung ist nur durch eine Ausgrabung möglich. Einige Hinweise deuten darauf hin, dass die Burganlage nicht vollendet wurde. | 28936274 |                |
| 52° 27′ 44″ N, 7° 52′ 5″ O  | Ueffeln 18, Grabhügel     | Größe ca. 13 × 8 m und Höhe ca. 1,5 m. Unregelmäßig durch Abgrabungen im S und W. Tiergänge. | 28936407 | BW             |
| 52° 27′ 6″ N, 7° 53′ 6″ O   | Ueffeln 19, Grabhügel     | Durchmesser ca. 22 m und Höhe ca. 1,6 m. Rund. Rand auslaufend. Mehrere kleine Eingrabungen. Flache Kuppenmulde, Tiergänge. | 28936406 | BW             |
| 52° 27′ 48″ N, 7° 52′ 14″ O | Ueffeln 35, Großsteingrab | Erhalten ist eine länglich-ovale, ringförmige Bodenerhebung von 23 m L. (N - S); 14 m Br. und ca. 0,2 – 0,5 m H. Das Zentrum weist eine ausgeprägte Senke von ca. 18 × 7 m L. auf. Darin sind zahlreiche kleine und mittelgroße Findlinge und Feldsteine erkennbar, die zum größten Teil mit Gras und Moos überwuchert sind. | 28936405 | BW             |
| 52° 27′ 47″ N, 7° 52′ 13″ O | Ueffeln 68, Grabhügel     | Größe ca. 12 × 9 m und Höhe ca. 0,7 m. Rundoval. N-S-orientiert. | 28936404 | BW             |